# بيغي ويب
بيغي ويب (بالإنجليزية: Peggy Webb)‏ (8 فبراير 1942 في الولايات المتحدة)؛ كاتِبة وروائية أمريكية.